# ديفيد كوهن
ديفيد كوهن هو عالم نووي وفيزيائي كندي، ولد في 1930.